# دوغ ريتشاردسون
دوغ ريتشاردسون (بالإنجليزية: Doug Richardson)‏ (4 فبراير 1959 في الولايات المتحدة)؛ منتج أفلام، كاتب سيناريو وروائي أمريكي.

## روابط خارجية
- دوغ ريتشاردسون على موقع IMDb (الإنجليزية)
- دوغ ريتشاردسون على موقع قاعدة بيانات الفيلم (الإنجليزية)